# Elecciones internas del Partido Socialista de Chile de 2015
Las elecciones internas del Partido Socialista de Chile de 2015 se realizaron el 26 de abril de 2015 para elegir a un nuevo Comité Central del Partido Socialista, el que a su vez elige al Presidente del PS. 
La elección se realiza en contexto al segundo gobierno de Michelle Bachelet, con la reciente aprobación de las reformas al Sistema tributario de Chile, el Sistema educativo de Chile y la eliminación del Sistema binominal para la elección del Congreso Nacional de Chile. Pero también coincide con la aparición de tres casos de corrupción política, el Caso Caval, el Caso Penta y el Caso SQM.
En la Región de Atacama las elecciones fueron postergadas debido a los daños causados por las lluvias y posteriores aluviones en la zona.
El 27 de abril Camilo Escalona reconoció su derrota ante la lista liderada por Isabel Allende.

## Sistema de elección del Comité Central

Composición del Comité Central del PS:
Representantes de listas regionales
Representantes de listas nacionales
Presidentes regionales
Representantes de la Juventud Socialista
Representante indígena

Los 90 miembros del Comité Central de elección nacional y regional son elegidos por todos los militantes del PS que tengan al menos 6 meses de antigüedad, es decir, que hayan ingresado a más tardar el 26 de octubre de 2014. Por los estatutos partidarios, el actual timonel PS, Osvaldo Andrade, no puede repostular. Las candidaturas a la presidencia del PS pueden presentarse hasta diciembre de 2014.
El comité central posee un Sistema proporcional D'Hont con dos tipos de listas cerradas paralelas. En total el comité central se compone de 112 miembros: 60 elegidos por listas regionales, 30 elegidos por listas nacionales, 16 correspondientes a los presidentes de cada región del país (más uno representante del exterior), 5 representantes de la Juventud Socialista y 1 representante indígena.

### Listas nacionales
Las candidaturas principales al Comité Central, 24 de 90, se presentan en listas nacionales, que compiten en una circunscripción única que abarca todo el territorio nacional. En estas listas se presentan aquellos candidatos a la presidencia del Partido Socialista, que por costumbre son inscritos a la cabeza de su lista nacional.

### Listas regionales
Una parte del comité central, 60 de 112 delegados, se eligen por circunscripciones regionales, cuyas listas presentan los mismos que previamente forman una lista nacional. Su proporción cambia según la demografía de militantes socialistas, siendo definida previamente por el Tribunal Supremo del PS.
El comunicado N°4 del Tribunal Supremo Socialista estableció la siguiente proporción de delegados regionales:
| Circunscripción regional                         | Delegados regionales a elegir |
| ------------------------------------------------ | ----------------------------- |
| Región de Arica y Parinacota                     | 1                             |
| Región de Tarapacá                               | 1                             |
| Región de Antofagasta                            | 2                             |
| Región de Atacama                                | 3                             |
| Región de Coquimbo                               | 3                             |
| Región de Valparaíso                             | 5                             |
| Región Metropolitana de Santiago                 | 23                            |
| Región de O'Higgins                              | 3                             |
| Región del Maule                                 | 3                             |
| Región del Biobío                                | 7                             |
| Región de la Araucanía                           | 2                             |
| Región de los Ríos                               | 1                             |
| Región de los Lagos                              | 3                             |
| Región Aysén del General Carlos Ibáñez del Campo | 1                             |
| Región de Magallanes                             | 1                             |
| Militantes del PS en el Extranjero               | 1                             |
| Total de delegados regionales                    | 60 de 112                     |

## Candidaturas

### Juntos Somos Más
- Candidato a la presidencia del PS: Camilo Escalona
- Subpactos: Unidad Socialista y Renovación Socialista
- Fecha de proclamación: 16 de octubre de 2014
- Lista nacional de Unidad Socialista: Camilo Escalona Medina, Gabriela Carrasco Tobar, Juan Luis Castro, Alejandra Quevedo Díaz, Luciano Valle Acevedo, Arturo Martínez Molina, César Valenzuela Mass, José Manuel Díaz Zábala, Carlos Andrade Olate, Ana María Gutiérrez Ramírez, Claudio Martínez Cerda, Luz María Gutiérrez Zelada, Nestor Marín Bravo, Griselda Moreno Ugalde, Romina Mansilla Alvarado, Hortensia Beatriz Valenzuela Vega, María Angélica Pérez Alarcón y María José Bolbarán Quinteros.
- Lista nacional de Renovación Socialista: Miguel Ángel Aguilera, José Antonio Viera Gallo, Rosa Ester Huerta Reyes, Viviana Betancourt Gallegos, Julio Tito Pizarro Saavedra, Jorge Fontecilla Contreras, Patricia Segovia Campos, Ivonne Contreras Guerrero, Andrés Montupil Inaipil, Roberto Lara Hernández, Luisa Loreto Becerra Fredes y Patricia Zamorano Sánchez.

El 16 de octubre de 2014, la corrientes más moderadas Nueva Izquierda y Renovación proclamaron la candidatura del exsenador Camilo Escalona, con el propósito de suceder en el liderazgo a Osvaldo Andrade, quien apoya a Escalona.

El pueblo socialista está con las reformas que buscan una educación gratuita y de calidad para todos los jóvenes de este país. Aquí está el pueblo socialista que quiere una nueva Constitución para Chile, que sea capaz de nacer en democracia
Camilo Escalona en su proclamación como candidato a liderar el PS

Ese mismo día, el senador Fulvio Rossi y el diputado Juan Luis Castro llamaron al gobierno a no intervenir en las elecciones internas del Partido Socialista, dado que diversos ministros y subsecretarios del gobierno de Michelle Bachelet habrían públicamente favorecido políticamente la candidatura al PS de la senadora Allende.

### Nueva Mayoría Socialista

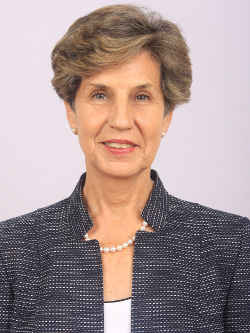
Isabel Allende.

- Candidato a la presidencia del PS: María Isabel Allende
- Fecha de proclamación: 10 de noviembre de 2014
- Subpactos (en listas regionales): Todos Somos Allende, Colectivo de Identidad Socialista y Ética y Renovación Socialismo libre con Allende.
- Lista nacional: Isabel Allende Bussi, Carlos Montes Cisternas, Sadi Melo Moya, Manuel Monsalve, Carola Rivero, María José Elizalde, Hernán Astaburuaga, Janet Arenas, Manuel Ballesteros, Soledad Barría, María José Becerra, Berny Cancino, Raúl Díaz, Francisca Figueroa, Lia González, Fernando Krauss, Esperanza Leal, Laura López, Guillermo Marín, Germán Molina, Hector Peña, Michelle Peutat, Fredy Ponce, Cristina Romero, Marcel Rosse, Victor Saavedra, Patricia Torrealba, Caupolicán Vargas, Pablo Velozo y Sheyla Venegas.

El 14 de octubre de 2014, el líder de la corriente Tercerismo, Ricardo Solari, declaró su oposición a un eventual apoyo de su sector a la reelección de Camilo Escalona como Presidente del PS:

no significa que organicemos la vida interna del Partido Socialista sobre la base de excluir a nadie, y menos a Escalona, que tiene una trayectoria muy larga y ha hecho grandes contribuciones, pero creo que es momento de que otras personas tomen ese liderazgo
Ricardo Solari.

Durante esa tarde Ricardo Solari se reunió con el Ministro Secretario General de Gobierno, Álvaro Elizalde, para coordinar un candidato opositor a Escalona. Posteriormente, parlamentarios cercanos a la candidatura de Escalona acusaron que esta reunión era una muestra de la intervención del gobierno en las elecciones internas.
El 15 de octubre de 2014, la presidenta del Senado Isabel Allende Bussi agendó un cónclave con diversas corrientes del PS contrarias a la candidatura de Camilo Escalona. Entre estas se encuentran las corrientes Grandes Alamedas, Tercerismo de Ricardo Solari y Colectivo de Identidad Socialista de los diputados Leonardo Soto y Luis Lemus. La reunión se realizaría el 25 de octubre, en tanto los terceristas ya anuncian apoyar la candidatura de Isabel Allende.
El 10 de noviembre finalmente la senadora María Isabel Allende presentó oficialmente su candidatura a la presidencia del PS, que se realizó en la sede del partido y con la participación de Carlos Montes, Alfonso de Urresti, Juan Pablo Letelier y Rabindranath Quinteros.

"Esta es la nueva mayoría del PS. Esta es una decisión colectiva. Esto es una convergencia de distintas sensibilidades al interior del PS, aquí no sobra nadie"
María Isabel Allende

### 3.ª Vía PS: Socialistas por la Asamblea Constituyente

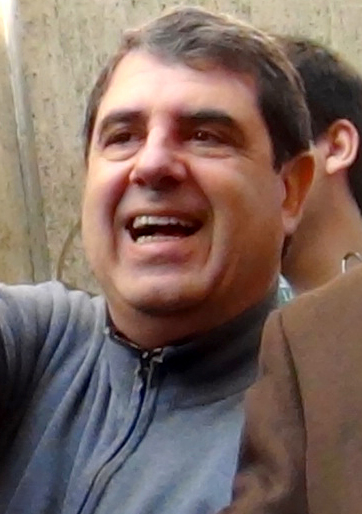
Gonzalo Martner fundamentó su renuncia a un "exceso de personalismo en las internas y la existencia de un "sector conservador y autoritario que quiere tomarse el partido".

- Candidato a la presidencia del PS: Marco Antonio Duque Díaz[18][19][20]
- Fecha de proclamación: 12 de diciembre de 2014
- Lista nacional: Juan Azúa Torres, Paulina Campos Andaur, Francisco Martínez Solari, Marco Duque Díaz, Jaime Fuentealba Maldonado, Cecilia González González, Alfonzo Guerra Muñóz, Gina Hidalgo Cancino, Juliette Inostroza Reyes, Rodrigo Leyton Osandón, Luis Lobos Palma, Patricia Lorca Robles, Jorge Marín Gangas, Juan Manuel Miranda Cordero, Flor Del Carmen Muñóz Toro, Yobana Salinas Arancibia, Francisca Manuela Sánchez, Marlene Sandoval Vera, Natalie Silva Cáceres y Mario Eugenio Uloa Martínez.

El 12 de diciembre de 2014, el expresidente del PS Gonzalo Martner anunció que presentaría su propia lista nacional junto a su sector denominado tercera vía.

Lista Nacional, para la elección de delegados permanentes al Comité Central de nuestro Partido, en el afán de que esta instancia partidaria sea un espacio relevante en la toma de decisión de la política que deben llevar a cabo las y los socialistas, fortaleciendo la institucionalidad partidaria
Gonzalo Martner

Sin embargo, un día antes de incribir la lista nacional, Gonzalo Martner renunció como candidato a la presidencia del PS y como cabeza de lista. Dicha decisión molestó a los que integrarían su lista, que acusaron una indebida negociación con Isabel Allende. A pesar de todo, inscribieron la lista con el liderazgo de Juan Azúa Torres. Sin bien Martner mantuvo su apoyo a la lista, sugirió que su lista apoye a la candidatura de Isabel Allende.

### Frente Allendista y Nacionalización
- Candidato a la presidencia del PS: Hector Enrique "Kiko" López Olave
- Lista nacional: Kiko López Olave, Julián Alcayaga Olivares, Amantina Barranco Quezedo, Carolina Barreto Castro, José Barría Palilán, Galo Barrezueta González, Jenny Caño Piña, Luis Alberto Díaz Borquez, Rodrigo Díaz Díaz, Beatriz Díaz Arenas, Elías Espinoza Sánchez, Patricia Flores Alvarado, Teresa Flores Alvarado, Mónica González Pérez, Fresia Hurtado Pangue, Nestor Jorquera Rodríguez, Juan Aladino López, Pablo Martínez Nuñez, Nancy Moreira Coronado, Luis Pulgar González, Paola Soto Martinessi y Erika Reyes Muñoz.

La Corriente de Opinión del partido presentó su propia lista nacional, con la intención de recuperar el Partido Socialista hacia la izquierda y alejarlo de las pretensiones neoliberales de las demás corrienes, en parte de su declaración dicen:

La corriente de opinión Frente Allendista y un conjunto de compañeros a lo largo del país, hemos decidido participar levantando una opción alternativa de unidad amplia de los militantes de la izquierda partidaria, con el claro propósito de contrarrestar la desnaturalización del Partido y su derechización, que lo ha alejado peligrosamente de su calidad de Partido de los trabajadores, de los movimientos sociales, que lucha por una real democracia y el socialismo.

## Resultados
| Candidaturas por lista nacional | Candidaturas por lista nacional | Candidaturas por lista nacional                       | Votos  | %       | Delegados |
| ------------------------------- | ------------------------------- | ----------------------------------------------------- | ------ | ------- | --------- |
|                                 | A                               | Nueva Mayoría Socialista                              | 17 493 | 57,77 % | 18        |
|                                 | D                               | Juntos Somos Más                                      | 10 473 | 34,59 % | 11        |
|                                 | B                               | 3.ª Vía PS: Socialistas por la Asamblea Constituyente | 1528   | 5,04 %  | 1         |
|                                 | C                               | Frente Allendista y Nacionalización                   | 786    | 2,59 %  | 0         |
|                                 | Total                           | Total                                                 | 30 280 | 100,00% | 30        |